# Chaetophiloscia weisi
Chaetophiloscia weisi es una especie de crustáceo isópodo terrestre de la familia Philosciidae.

## Distribución geográfica
Son endémicos del norte de la España peninsular.